# مدرب شخصي

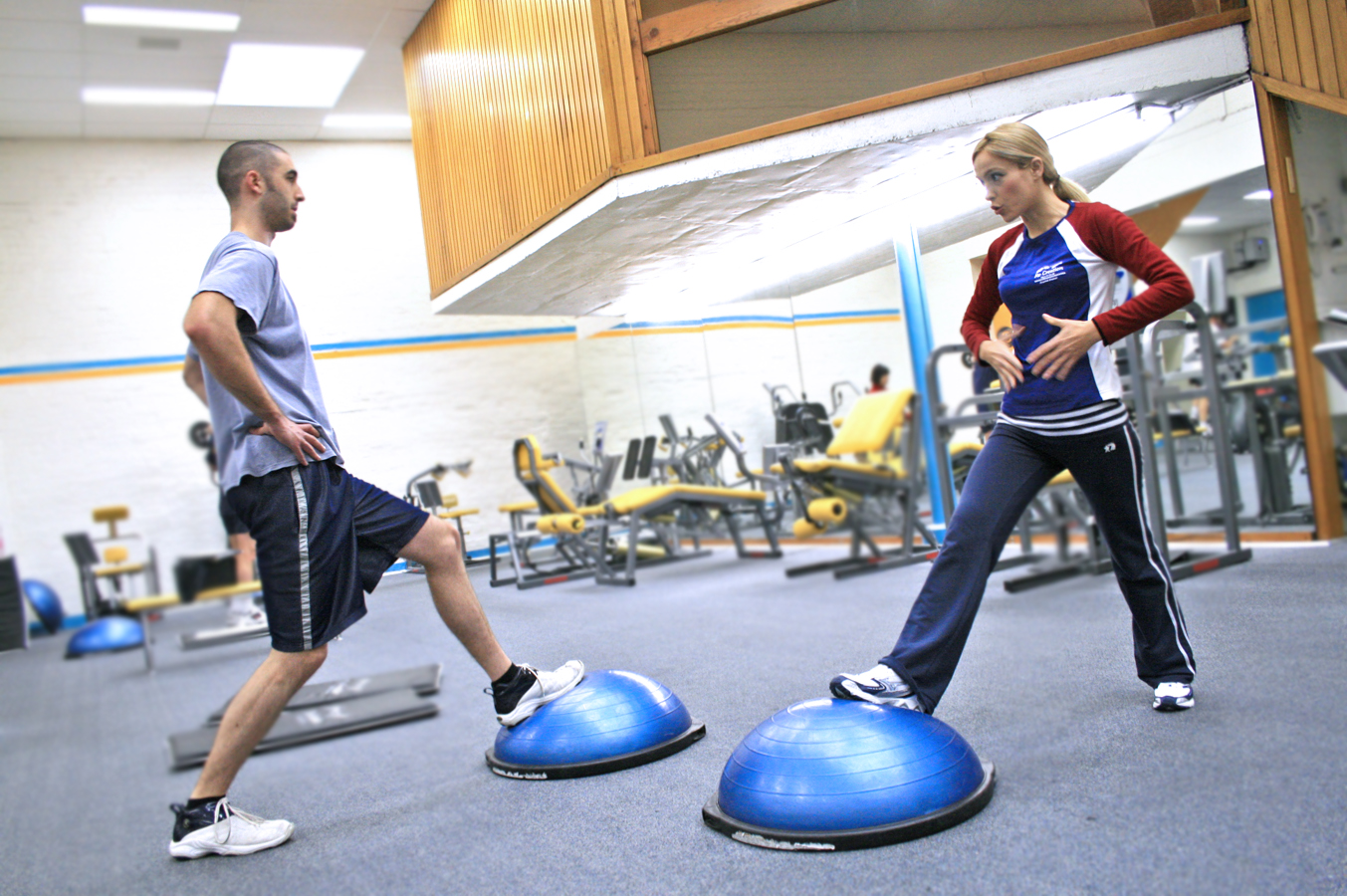

المدرب الشخصي (بالإنجليزية: personal trainer) هو الفرد الذي اكتسب شهادة تؤكد أنه وصل درجة كافية من القدرة على خلق برامج تدريب فعالة وآمنة للأفراد والمجموعات الأصحاء أو المسموح لهم طبيا بممارسة التمارين. المدرب الشخصي يحفز الأفراد عن طريق مساعدتهم في وضع أهداف، والحصول على نتائج جيدة، لكونه شخصا جديرا بالثقة. يضبط المدربون في البداية مجموعة من المعايير عن طريق فحص طبي مسبق للمشتركين، وتعليمهم الوضعية الصحيحة أثناء ممارسة التمارين، وكيفية الحركة، والمرونة، والتوازن، والممارسات الرياضية الأساسية، والممارسات المناسبة للصحة القلبية والتنفسية، وصحة العضلات، وتكوين الجسم، ومعاملات المهارة (مثل القوة والرشاقة والتناسق والسرعة والفاعلية)، كل هذا ليتمكن من جمع المعلومات التي يحتاجها ليبني برنامجا مناسبا للأشخاص وملبيا لتطلعاتهم. يمكن تطبيق هذه الأمور في بداية البرنامج التدريبي أو بعده حتى يتمكن المدرب من قياس مدى تقدم الأفراد من ناحية الصحة البدنية. يقدم المدربون كذلك التعليم اللازم للأفراد في مختلف أوجه الصحة البدنية، والذي يشمل تعليمات صحية وغذائية.
مساعدة الأشخاص لتحقيق طاقاتهم في أوجه الحياة المختلفة يحتاج منهاج شامل موجه للفرد مع الإيمان من قبل المدرب بقدرة الأفراد على التحسن.
يدرك المدربون الشخصيون المؤهلون الكثير من الأمور عبر خبرتهم، فإذا قدروا عدم قدرة الفرد الصحية على ممارسة برنامجه بشكل آمن، يقومون بتحويله إلى المتخصص الطبي المناسب حتى تتحسن صحته.

## الغاية من التدرب الشخصي

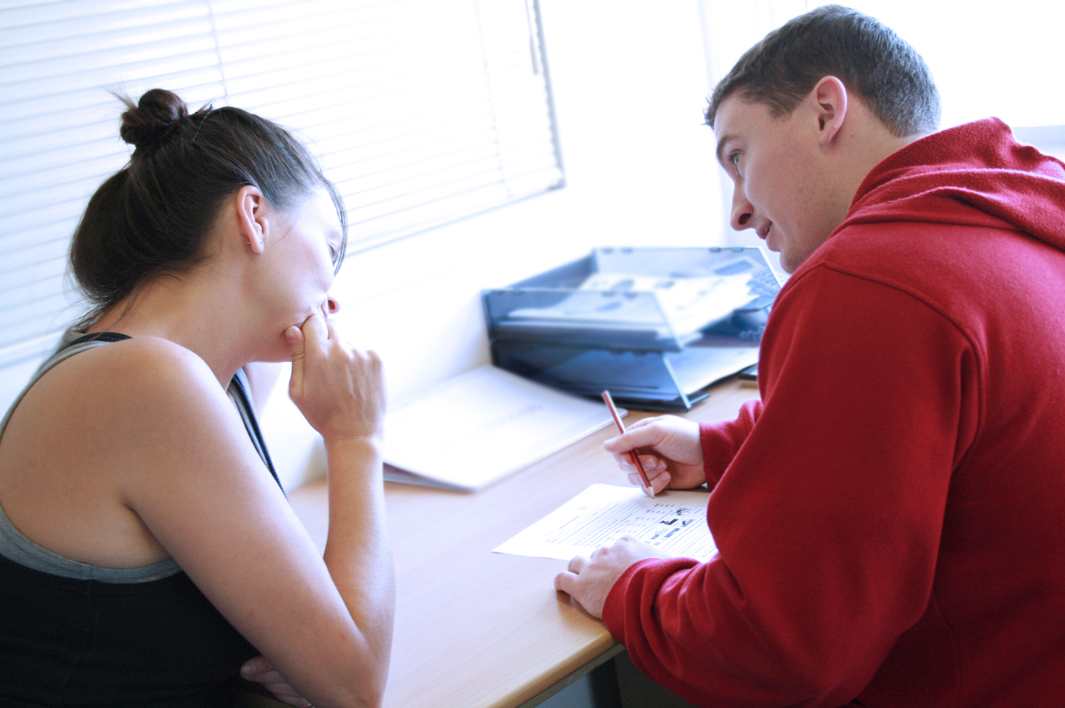
مدرب شخصي يقيم أهداف العميل واحتياجاته أثناء كتابته لبرنامج اللياقة البدنية للعميل

نطاق التمرينات يركز بشكل أساسي على الوقاية ويتضمن مكونات تحسن الصحة واللياقة بشكل عام. البرامج التدريبية المناسبة من الممكن أن تؤدي إلى تحسين تشكيل الجسم، والقدرة البدنية، وتحسين وظائف القلب والصحة. اتخاذ القرار بتوظيف مدرب شخصي من الممكن أن يرتبط بحاجة صحية، أو بقلة المعرفة، أو بإيمان الفرد بقدرته على البدء والالتزام ببرنامج معين. بالعادة يحتاج الأشخاص للإرشاد من مدرب بما يخص الدافعية والالتزام. المدرب الشخصي يقوم بالاهتمام بآلية القيام بالتمارين، والاستمرارية بالتمرين، والتغذية. المدربون الشخصيون للذكور والإناث يحسنون نسبة الاستفادة إلى القلق من التمرين، ويزيدون الثقة بالتمرين المختار الملائم للحاجة. التمرين الشخصي يؤدي إلى قوة ومجهود أفضل خلال التمرين.

## خصائص المهنة
هذا الاختصاص غير مقيد بمكان عمل، يمكن أن يعل المدربون الشخصيون في المراكز الرياضية أو في بيوتهم الشخصية أو في بيوت العملاء أو عن طريق مكالمات الفيديو عبر الإنترنت. كل المدربين المحترفين تقريبًا يعملون في النوادي الصحية ومؤسسات اللياقة البدنية. التدريب الشخصي غير منظم في أي ولاية في الولايات المتحدة باستثناء واشنطن التي تعتمد متطلبات لأي مدرب شخصي. بعض أماكن العمل مثل النوادي الرياضية تتطلب من المدربين الشخصيين أن يكونوا معتمدين. لكن هذا ليس الحال لدى الجميع فبعض المدربين الشخصيين قادرون على إيجاد عمل من دون أن يحصلوا على اعتمادية للتدريب.
بشكل عام، على المدربين الشخصيين أن يمتلكوا بعض المهارات ومنها: الطموح للياقة البدنية والرغبة بمساعدة الآخرين على تحقيق أهدافهم، والمعرفة بهذا المجال، ومهارة القيادة، والقدرة على التواصل بشكل فعال مع العملاء.
يمكن للمدربين الشخصيين أن يتخصصوا في نوع تدريب معين، أو مدرسة معينة، أو فئة معينة من العملاء. بشكل عام، يطور أغلب المدربين الشخصيين خططًا تدريبية للتدريبات الهوائية وتدريبات المقاومة، وتدريبات المرونة. بالإضافة إلى وصف التدريبات الهوائية، يقوم المدربون الشخصيون بتحديد كيفية التمرين ومدته وعدد مرات تكراره. بالنسبة لتدريبات المقاومة فإنهم يحددون نوع التدريب، والحجم الكلي لكل جولة منه، وفترة الراحة والتكرار وشدة التمرين. يساعد المدرب الشخصي العملاء على القيام بتمارينهم بالكيفية الصحيحة ويقلل خطر الإصابة أثناء التمرين. وهناك مدربون يناقشون تغذية العملاء، وممارساتهم الذهنية، وهناك جدل في هذه المهنة حول اهتمامها بهذا الجانب من عدمه.
كما ذكرت سابقًا، يمكن أن يعمل المدرب الشخصي مع العملاء لتعزيز لياقتهم عن بعد. يسمى هذا الأمر ب «التدريب الشخصي عبر الإنترنت» أو «التدريب عبر الإنترنت» والذي يصبح رائجًا بشكل متزايد في السنوات الماضية. يمكن أن يتم هذا عبر الفيديو المباشر حيث يقوم المدرب بتوجيه فرد أو مجموعة من الأفراد بينما هم يتدربون. ويمكن للمدرب عبر الإنترنت أيضًا أن يكتب خطة تدريب للعملاء ويترك لهم ممارسة هذه الخطة بأنفسهم.

## الاعتمادية
الاعتمادية هي الشهادة التي تعني بأنك مؤهل كمدرب شخصي، كما أن معايير الامتياز كمدرب شخصي تختلف بين الدول. ينظر لاعتمادية المدرب الشخصي كخبرة في المجال مع العديد من التوصيات من العملاء بسبب إنجازاتهم مع مدربيهم الشخصيين.

### عالميًّا
الاتحاد العالمي لتسجيل خبراء التدريب هو شراكة عالمية بين الجهات التي تسجل خبراء التدريب حول العالم. الدول الأعضاء تطبق المقاييس العالمية التي يضعها الاتحاد للمدربين الشخصيين. الأعضاء الحاليون في الاتحاد هم أستراليا وكندا والهند وأيرلندا ونيوزيلندا وبولندا وجنوب أفريقيا والإمارات العربية المتحدة والمملكة المتحدة والولايات المتحدة وإيران.

### أستراليا
في أستراليا، ربما يعمل المدربون الشخصيون بشكل مستقل أو أن يكونوا أعضاءً بجهة معينة. مستويات الجودة تتضمن: المستوى الأول – الشهادة 3 في اللياقة البدنية، المستوى الثاني – الشهادة 4 في اللياقة البدنية، المستوى الثالث – الدبلوم في اللياقة البدنية. يمكن اكتساب هذه الشهادات من كليات معتمدة عالميًّا مثل المعهد لأسترالي للياقة البدنية.
عندما تبدأ في هذا العمل، المدربون ملزمون بإكمال دورات قصيرة للحصول على نقاط بطاقة استمرار التعليم التي يحتاجونها للمحافظة على رخصهم للعمل. مطلوب من كل مدرب أن يجمع 20 نقطة على الأقل كل عامين. العديد من المدربين الشخصيين يمتلكون بالإضافة إلى هذا خبرات في تخفيف الوزن، وبناء الأجسام، ولياقة الأطفال، والتغذية والتي تشكل جزءًا من برنامج بطاقة استمرار التعليم. دورات هذا البرنامج يمكن أن تغطي مجالات متعددة مثل، تقنيات التدريب، والتغذية، الظروف الصحية، علم وظائف الأعضاء، والعلاج الطبيعي.

### البرازيل
في البرازيل، يجب على المدربين الشخصيين الحصول على درجة الدبلوم في التعليم الوظيفي (تخصص يجمع بين علم التدريب وعلم العناية الصحية)، ويجب عليهم أيضًا أن يكونوا مسجلين في مجلس اتحاد التعليم الوظيفي.

### كندا
في كندا، الجهات الرئيسية لإعطاء التصاريح هي الخدمات الكندية لتعليم اللياقة البدنية، خبراء اللياقة البدنية الكنديون، شبكة المدربين الشخصيين المعتمدين، اتحاد قيادة اللياقة البدنية العالمي، المجتمع الكندي للتدريب الفسيولوجي.
المجتمع الكندي للتدريب الفسيولوجي يتطلب درجة الدبلوم أو درجة أخرى في حقل التدريب، أغلب المؤسسات الأخرى تتطلب خبرة للاعتماد. التعليمات الخاصة بهذا الحقل غير منظمة في كندا.

### إيران
في إيران، الجهتين الرئيسيتين للاعتمادية هما اتحاد إيران لتسجيل خبراء التدريب، واتحاد بناء الأجسام. هاتان المؤسستان وقعتا مذكرة تفاهم بداية عام 2019. اتحاد إيران لتسجيل خبراء التدريب يتطلب درجة الدبلوم أو درجة أخرى في مجال التدريب.

### أوروبا
في أوروبا، يمكن أن يعمل المدربون الشخصيون بشكل مستقل لكنهم دائمًا بحاجة اعتماد من إحدى جهات الاعتماد الرئيسية مثل:
الأكاديمية الوطنية للطب الرياضي: المدربون المعتمدون من هذه الأكاديمية مؤهلون للانضمام لاتحاد أوروبا لتسجيل خبراء التدريب.
مجلس التدريب الأمريكي: أول جهة مانحة للاعتمادية تحصل على موافقة مجلس المعايير الأوروبي وهذا ما يجعل المدربين الشخصيين المعتمدين من مجلس التدريب الأمريكي قادرين على الانضمام لاتحاد أوروبا لتسجيل خبراء التدريب.
اتحاد أوروبا لتسجيل خبراء التدريب: هو جهة مستقلة لتسجيل المدربين العاملين في القطاع الصحي في أوروبا.

### المملكة المتحدة
هناك العديد من الطرق في المملكة المتحدة لاعتماد المدربين الشخصيين. يتم الحصول على أغلب الاعتمادات عن طريق جهات مانحة مثل: CYQ, Active IQ.
يتم الحصول على هذه الامتيازات عن طريق «التعليم الإضافي» مثل الكليات أو مراكز التدريب الخاصة. عند النجاح في الحصول على الاعتماد يسمح للمدرب بالحصول على المستوى الثالث من اتحاد تسجيل خبراء التدريب. يمكن أيضا لخريجي الجامعات بدرجة ملائمة الحصول القبول من اتحاد تسجيل خبراء التدريب.
اتحاد تسجيل خبراء التدريب هو الجهة المختصة بقطاع الصحة واللياقة في المملكة المتحدة.
أغلب امتيازات الصحة واللياقة البدنية المعتدة عبر الاتحاد تختلف في المستوى من 1 إلى 5، حيث يمثل 1 المستوى الأساسي و5 خبرة التدريب المتقدمة. يجب على الامتياز ليصبح مقبولا لدى اتحاد تسجيل خبراء التدريب أن يتوافق مع مقاييس التوظيف الوطنية.
لا يوجد قيود مفروضة على المسمى الوظيفي للمدرب الشخصي ولا على أي جهة مرتبطة بتنظيم التدريب الشخصي.

### الولايات المتحدة
أغلب الاعتمادات في الولايات المتحدة تتطلب شهادة دراسة الثانوية ودورة إنعاش قلبي والقدرة على استخدام جهاز مزيل الرجفان القلبي الخارجي.
اتحاد تسجيل خبراء التدريب الأمريكي هو المسجل الرسمي لخبراء التدريب في الولايات المتحدة، ويوفر العملاء وممارسي العناية الصحية وواضعي السياسات.
قامت دراسة عام 2002 بأخذ عينة عشوائية من 115 مدرب شخصي وإخضاعهم لنظام تقييم المعرفة في اللياقة البدنية، والدراسة وضحت التالي:
- 70% من المدربين لم يحصلوا على أي درجة في أي مجال متعلق بعلوم التدريب
- المدربون الذين لم يحصلوا على درجة البكالوريوس في أي مجال مرتبط بعلوم التدريب حصلوا على تقييم أقل ب 31% من المدربين الحاصلين على هذه الدرجة.
- المدربون الحاصلون على واحد من اعتمادين معينين (الكلية الأمريكية للطب الرياضي، أو الرابطة الوطنية للقوة والتكييف) أجابوا على 83% من الأسئلة بشكل صحيح.
- المدربون الحاصلون على أي اعتماد آخر أجابوا على 38% من الأسئلة فقط بشكل صحيح.
- وجدت الدراسة أن سنوات الخبرة لم تكن ذات علاقة بمعرفة المدرب.

بدأت الرابطة الوطنية لكرة المضرب والنوادي الرياضية والصحة (IHRSA) والتي تمثل حوالي 9000 مؤسسة صحة ولياقة بدنية، بالشراكة مع مجال اللياقة البدنية، مبادرة عام 2002 لتحسين معايير كلٍّ من نوادي الرابطة والمجال بشكل عام. في شهر يناير من عام 2006، قامت الرابطة بإصدار توصية للمؤسسات الرياضية بأن تقبل فقط المدربين الشخصيين الحاصلين على اعتمادات تمت الموافقة عليها من الهيئة لتصديق الاعتمادات مع الموافقة عليها أيضًا من مجلس اعتماد التعليم العالي أو وزارة التعليم الأمريكية.
كنتيجة لهذا، سجلت الرابطة الوطنية هيئة التدريب والتعليم عن بعد كمركز اعتماد لمؤسسات اعتماد خبراء اللياقة البدنية. ومنذ ذلك الحين، اعتمدت الهيئة بعض مؤسسات اعتماد المدربين الشخصيين مثل جمعية التمارين الرياضية واللياقة الأمريكية والرابطة الدولية لعلوم الرياضة وغيرها.
هناك مؤسسات عديدة ضمن هذا الاختصاص تقوم بالضغط لتبني معايير أكثر صرامة للاعتماد من التي تم تطويرها عبر الشركة الوطنية للصحة العامة والسلامة.

## كيف يمكن للمدرب الشخصي مساعدتي؟
سيقوم المدرب الشخصي المؤهل بإنشاء برنامج تمارين وبرنامج غذائي مخصص لك، وهو برنامج مصمم لمساعدتك في الوصول إلى أهدافك الصحية واللياقة البدنية، سواء كان هدفك خسارة الدهون واكتساب العضلات أو هدفك هو زيادة الوزن، أو اى هدف اخر يتعلك بالتدريب الشخصي اون لاين .
ويمكن ان يساعدك المدرب الشخصي في:-
- تصميم برنامجك على اساس العلم والمعرفة والخبرة .
- التحفيز الدائم والمستمر .
- تعليمك كيفية الاداء الصحيح للتمارين الرياضية .
- المتابعة المستمرة للنتائج .
- وضع أهدافًا واقعية ومحددة مثل (خسارة الوزن / اكتساب العضلات / تحسين الصحة واللياقة البدنية .. إلخ).
- تنظيم وقتك وتوفير الجهد عليك .
- امدامك وتعليمك الخبارت واللازمة من اجل التدريب وحدك في المستقبل .

## هل يمكنني الاشتراك مع مدرب شخصي لأي هدف لياقة لدي أو هدف لفقدان الوزن فقط ؟
يمكنك الاشتراك مع مدرب شخصي لأي هدف متعلق بالصحة واللياقة البدنية مثل:
- فقدان الوزن .
- تحسين الاداء الرياضى .
- اكتساب العضلات .
- اكتساب العضلات وخسارة الدهون .
- تحسين القوام .
- الحصول على عضلات بطن مقسمة .
- الحصول على جسم فتنس .
- اى هدف اخر متعلق باللياقة البدنية والانظمة الغذائية .[4]